# Jens Christian Skou
Jens Christian Skou (Lemvig, 8 oktober 1918 – Aarhus, 28 mei 2018) was een Deens scheikundige en Nobelprijswinnaar. Hij won in 1997 de Nobelprijs voor de Scheikunde voor zijn ontdekking van het iontransportenzym Na+-K+-ATPase. Hij moest de prijs delen met Paul D. Boyer en John E. Walker, die de prijs voor een ander onderzoek kregen.

## Biografie
Skou werd geboren in een rijke familie. Zijn vader, Magnus Martinus Skou, was een handelaar in hout en kolen. Zijn moeder, Ane-Margrethe Skou, nam na de dood van Skou’s vader het bedrijf over. Op zijn 15e ging Skou naar een kostschool in Seeland. Hij studeerde medicijnen aan de Universiteit van Kopenhagen, alwaar hij in 1944 zijn diploma haalde. In 1954 kreeg hij zijn doctoraat.
In 1947 ging hij werken bij de Universiteit van Aarhus. In de jaren 50 nam hij even afstand van zijn klinische training om anesthesie te bestuderen. In 1963 werd hij aan dezelfde universiteit benoemd tot hoogleraar in de fysiologie. In 1977 werd hij professor in biofysica. In 1988 ging hij met pensioen, maar behield contacten met de universiteit van Århus.

## Werk
Jens Skou onderzocht in de jaren vijftig anesthesiemiddelen en zag verband tussen deze middelen en natriumkanalen in zenuwcellen. Vervolgens bestudeerde hij de wijze waarop natrium (Na+)- en kalium (K+)-ionen worden gedistribueerd door celmembranen. Voor elke drie natriumionen die uit een cel worden gepompt gaan er twee kaliumionen naar binnen.
In 1956 ontdekte hij dat adenosinetrifosfaat (ATP) het meest wordt gestimuleerd als respons op natrium- en kaliumionen, vergelijkbaar met die gevonden in zenuwcellen. Uit dit resultaat ontwikkelde Skou de theorie dat ATPase functioneert door middel van een ionenpomp in het celmembraan en detailleerde hij het proces van fosforylisatie, waarbij een fosfaatgroep wordt verplaatst van donor naar ontvanger. Deze fosfaatgroep wordt vrijgemaakt doordat tijdens het ATPase-proces energierijk ATP wordt omgezet in adenosinedifosfaat (ADP). Bij zenuwcellen kan die natrium-kaliumpomp wel een derde van het energiegebruik voor zijn rekening nemen.
Jens Christian Skou overleed eind mei 2018, enkele maanden voor zijn honderdste verjaardag.